# Libindo Ferrás
Libindo Ferrás (Porto Alegre, 1877 - Porto Alegre, 1951) fue un pintor y profesor brasileño. Estudió en Porto Alegre y en Italia entre 1897 y 1899. Fue uno de los creadores del Instituto de Bellas Artes de Río Grande del Sur,  dirigiendo la escuela desde su fundación en 1908 hasta 1936.